# Huxley (Texas)
Huxley ist eine Stadt im Shelby County in Osttexas. Sie liegt an der östlichen Bezirksgrenze am Rand des Toledo Bend Reservoir. Die Ortsgründung erfolgte am Ende des 19. Jahrhunderts, die Konstituierung als unabhängige Stadt (City) 1969. Grund war der beabsichtigte Ausstieg aus dem Energieversorgungsverband des Bezirks. Laut US-Zensus betrug die Einwohneranzahl im Jahr 2016 425 Personen.

## Beschreibung
Huxley liegt am östlichen Rand des Shelby County an einer Ausbuchtung des Toledo Bend Reservoir. Umgeben ist er vom Sabine National Forest. Die Landschaft der Umgebung ist eben bis leicht wellig und von Bewaldung sowie dazwischenliegenden Anbauflächen und Weiden geprägt. Hauptverbindungsstraße ist die Farm-to-Market Road 2694. Die Stadt selbst besteht aus einzelnen Anwesen ohne festen Ortskern. Die geringe Fläche ist auf den Umstand zurückzuführen, dass das Stadtgebiet lediglich Straßen sowie die daran liegenden Anwesen beinhaltet. Die Entfernung zur Bezirkshauptstadt Center beträgt 22,5 Kilometer, die zu San Augustine, der Hauptstadt des südlich an den Bezirk angrenzenden San Augustine County, rund 30 Kilometer.
Dem Handbook for Texas Online zufolge wurde Huxley um das Jahr 1890 gegründet. Bis 1905 war ein Postamt in Betrieb; 1938 verfügte die Gemeinde über eine Schule mit rund 100 Schülern. 1945 war die Bevölkerung auf rund 50 Einwohner gesunken. Die mit dem Niedergang der Landwirtschaft verbundenen Nachteile konnte Huxley aufgrund der nahen Lage zum neu errichteten Toledo Bend Reservoir kompensieren. Die Konstituierung als Stadt erfolgte 1969. Anlass war der Versuch örtlicher Hühnerzüchter, die hohen Energielieferpreise zu umgehen. Ein Aspekt dieses Vorhabens war ein eng gezogenes, auf Straßen sowie Anlieger reduziertes Stadtgebiet. 1970 hatte Huxley 302 Einwohner. Zur Jahrtausendwende sackte sie unter die 300er-Marke und stieg in den 2010er-Jahren auf über 400. Teil von Huxley sind mittlerweile auch einige benachbarte Kleinst-Orte wie zum Beispiel Paul’s Store. Als Anrainerort des Toledo Bend Reservoir unterhält die Stadt auch einen kleinen Yachthafen.
Die Schulversorgung von Huxley wird von den beiden Independent School Districts Shelbyville und Joaquin mit übernommen.

## Demografie
Den Daten des United States Census Bureau zufolge betrug die Einwohnerzahl 2016 425 Personen. 210 davon waren männlich, 215 weiblich. 316 Einwohner waren 18 Jahre oder älter, 109 Kinder oder Jugendliche, 126 älter als 65 Jahre. Der Altersmedian betrug 43,3 Jahre. Ausschließlich alle Einwohner waren weißer Herkunft. Laut Quickfacts-Infos auf census.gov betrug das Medianeinkommen 2017 pro Haushalt 65.471 US-Dollar (USD). Die Site statisticalatlas.com führte 2018 ein Median-Haushaltsaufkommen von 45.900 USD auf. Die Vergleichswerte für Texas, die USA sowie Shelby County betrugen 54.700, 55.300 und 36.300 USD. An Personen, die in Armut leben, wies der Zensus 10,9 % aus, an Personen ohne Krankenversicherung 1,3 %.